# Parietaria
Glaskruid (Parietaria) is een geslacht van één- en meerjarige planten uit de brandnetelfamilie (Urticaceae). Het zijn bloeiende planten met een veelal opstaande groeiwijze die 20 tot 80 cm hoog worden. Glaskruid komt voor in gematigde gebieden op vrijwel het gehele Noordelijk halfrond en soms ook in de subtropen.
De meeldraden van de mannelijke bloemen zijn gekromd en rijpe meeldraden kunnen vrij abrupt stuifmeel "schieten". Met name bij klein glaskruid bevat dat stuifmeel sterke allergenen en roept het daarom makkelijk een allergische reactie op bij mensen. De plant groeit vaak op muren. De wetenschappelijke naam voor het geslacht is dan ook afgeleid van het Latijnse woord paries, wat muur of wand betekent. Bladeren en stengels van planten in dit geslacht zijn bedekt met korte haren. Volgens sommige bronnen dankt glaskruid zijn Nederlandse naam aan die ruwe oppervlakte; het zou gebruikt zijn om glas te poetsen. Sommige soorten, in het bijzonder groot glaskruid, worden als sinds de Oudheid gebruikt voor medicinale doeleinden. 

## Soorten
- Parietaria alsinefolia Delile
- Parietaria cardiostegia Greuter
- Parietaria cretica L.
- Parietaria debilis G.Forst.
- Parietaria decoris N.G.Mill.
- Parietaria elliptica K.Koch
- Parietaria erronea Panov
- Parietaria feliciana Phil.
- Parietaria filamentosa Webb & Berthel.
- Parietaria floridana Nutt.
- Parietaria hespera Hinton
- Parietaria judaica L. - Klein glaskruid
- Parietaria lusitanica L.
- Parietaria macrophylla B.L.Rob. & Greenm.
- Parietaria mauritanica Durieu
- Parietaria officinalis L. - Groot glaskruid
- Parietaria pensylvanica Muhl. ex Willd.
- Parietaria praetermissa Hinton
- Parietaria rechingeri Chrtek
- Parietaria rhodopaea Panov
- Parietaria roschanica Jarman ex Ikonn.
- Parietaria semispeluncaria Yıldırım
- Parietaria serbica Pančić
- Parietaria taiwaniana S.S.Ying
- Parietaria umbricola A.G.Mill.

... · 
Boehmeria · 
Cecropia · 
Coussapoa · 
Dendrocnide · 
Elatostema · 
Parietaria · 
Pilea · 
Soleirolia · 
Urtica (Brandnetel) · 
...